# Айюб ібн Тамім
Айюб ібн Тамім (*д/н — після 1068) — емір Сицилії в 1065—1068 роках.

## Життєпис
Походив з династії Зірідів. Син Таміма ібн аль-Муїзза, еміра держави Зірідів. У 1063 році спільно з братом Алі на чолі потужного війська висадився на Сицилії. Зірідів закликав Ібн аль-Хаввас, емір Агрігенту, що боровся проти норманів на чолі з Рожерем Отвілем. До спільної армії долучилися також загони Абдаллаха ібн Манкута, еміра Драпана. Втім у запеклій битві біля Черамі Айюб ібн Тамім зазнав тяжкої поразки.
У 1064 році після марних спроб норманів захопити Палермо припинилися масштабні бойові дії. У свою чергу Айюб поставив на меті відновити Сицилійський емірат. Тому виступив проти своїх союзників Ібн аль-Хавваса і Ібн Манкута. До 1065 року завдав обом поразки, підкоривши всю Сицилію. Також зайняв Сиракузи, де переміг спадкоємця Ібн аль-Тумни. З Ібн аль-Хаввасом вів війну в горах до 1067 року.
У 1068 році Айюб ібн Тамім вирішив вигнати норманів з острова. Втім у запеклій битві біля Місілмері зазнав нищівної поразки, після чого повернувся до Африки. Його подальша доля невідома.
В результаті залоги Зірідів залишилися в деяких фортецях Західної Сицилії, насамперед Драпані. Палермо перетворилося на своєрідну республіку, де панували знать, духівництво та великі торгівці. В Агрігенті владу захопив каїд Абу'л Касім ібн Хаммуд, в Сиракузах — Ібн Аббад.